# NGC 4634
الإحداثيات:  12س 42د 40.986ث، +14° 17′ 45.15″

NGC 4634 هي مجرة حلزونية ضلعية طرفية تقع على بعد حوالي 70 مليون سنة ضوئية في كوكبة الهلبة. المجرة اكتشفها الفلكي ويليام هيرشل في 14 يناير 1787.
والمجرة تفاعل مع مجرة حلزونية أخرى تدعى NGC 4633. وكلا هاتين المجرتين يقعا في عنقود العذراء المجري.